# Zavrelimyia hirtimana
Zavrelimyia hirtimana är en tvåvingeart som först beskrevs av Jean-Jacques Kieffer 1918.  Zavrelimyia hirtimana ingår i släktet Zavrelimyia och familjen fjädermyggor. Det är osäkert om arten förekommer i Sverige. Inga underarter finns listade i Catalogue of Life.